# اختفاء قسري
في القانون الدولي لحقوق الإنسان، يحدث الاختفاء القسري عندما يتم اختطاف شخص ما أو سجنه من قبل دولة أو منظمة سياسية أو من قبل طرف ثالث بتفويض أو دعم أو موافقة من دولة أو منظمة سياسية، يتبعه من خلال رفض الاعتراف بمصير الشخص ومكان وجوده، بقصد وضع الضحية خارج نطاق حماية القانون.
وفقا لنظام روما الأساسي للمحكمة الجنائية الدولية، الذي دخل حيز التنفيذ في 1 يوليو 2002، عندما ارتكب كجزء من هجوم واسع النطاق أو منهجي موجه ضد أي سكان مدنيين، فإن «الاختفاء القسري» يعتبر جريمة ضد الإنسانية، وبالتالي، لا يخضع لقانون التقادم.
في 20 ديسمبر 2006، اعتمدت الجمعية العامة للأمم المتحدة الاتفاقية الدولية لحماية جميع الأشخاص من الاختفاء القسري.
في كثير من الأحيان، يعني الاختفاء القسري القتل. ويتم اختطاف الضحية في مثل هذه الحالة واحتجازها بصورة غير قانونية وتعرضها للتعذيب في كثير من الأحيان أثناء التحقيق، وتُقتَل مع إخفاء الجثة. عادة، يكون القتل سرياً، مع التخلص من الجثة حتى يختفي الشخص القاتل. بهذه الحالة يمتلك الطرف الذي ارتكب جريمة القتل قدرًا من الإنكار المعقول، حيث لا يستطيع أحد تقديم أدلة على وفاة الضحية.

## قانون حقوق الإنسان
في القانون الدولي لحقوق الإنسان، تم تدوين حالات الاختفاء على أيدي الدولة على أنها «قسرية» أو «اختفاء قسري» منذ إعلان برنامج عمل فيينا. فعلى سبيل المثال، يُعرِّف نظام روما الأساسي المنشئ للمحكمة الجنائية الدولية الاختفاء القسري بأنه جريمة ضد الإنسانية، وتتم معالجة هذه الممارسة على وجه التحديد في اتفاقية البلدان الأمريكية المتعلقة بالاختفاء القسري للأشخاص. وهناك أيضاً بعض السلطات التي تشير إلى أن حالات الاختفاء القسري التي تحدث أثناء النزاع المسلح، مثل برنامج ليلة وليلة للرايخ الثالث، قد تشكل جرائم حرب.
وفي شباط / فبراير 1980، أنشأت الأمم المتحدة الفريق العامل المعني بحالات الاختفاء القسري أو غير الطوعي، «أول آلية موضوعية لحقوق الإنسان تابعة للأمم المتحدة تُنشأ بموجب ولاية عالمية». وتتمثل مهمتها الرئيسية «مساعدة الأسر على تحديد مصير أو مكان وجود أفراد أسرهم الذين يُزعم أنهم اختفوا». في آب / أغسطس 2014، أبلغ الفريق العامل عن حدوث 250 52 حالة من حالات الاختفاء دون حل في 88 دولة مختلفة.
كما تنص الاتفاقية الدولية لحماية جميع الأشخاص من الاختفاء القسري، التي اعتمدتها الجمعية العامة للأمم المتحدة في 20 ديسمبر / كانون الأول 2006، على أن ممارسة الاختفاء القسري على نطاق واسع أو بشكل منهجي تشكل جريمة ضد الإنسانية. ويمنح عائلات الضحايا الحق في المطالبة بالتعويضات، وتنص الاتفاقية على الحق في عدم التعرض للاختفاء القسري، وكذلك حق أقارب الشخص المختفي في معرفة الحقيقة. وتتضمن عدة أحكام تتعلق بمنع هذه الجريمة والتحقيق فيها ومعاقبتها، وكذلك حقوق الضحايا وأقاربهم، والإبعاد غير المشروع للأطفال المولودين أثناء الأسر. وتنص الاتفاقية كذلك على التزام التعاون الدولي، سواء في قمع هذه الممارسة أو في التعامل مع الجوانب الإنسانية المتعلقة بالجريمة. تنشئ الاتفاقية لجنة معنية بالاختفاء القسري، تُكلف بمهام مهمة ومبتكرة للرصد والحماية على المستوى الدولي. وفي الوقت الحالي، تعمل الحملة الدولية للتحالف الدولي ضد الاختفاء القسري على التصديق العالمي على الاتفاقية.
كما تنص الاتفاقية الدولية لحماية جميع الأشخاص من الاختفاء القسري، التي اعتمدتها الجمعية العامة للأمم المتحدة في 20 ديسمبر / كانون الأول 2006، على أن ممارسة الاختفاء القسري على نطاق واسع أو بشكل منهجي تشكل جريمة ضد الإنسانية. ويمنح عائلات الضحايا الحق في المطالبة بالتعويضات، ومطالبة الحقيقة بشأن اختفاء أحبائهم. وتنص الاتفاقية على الحق في عدم التعرض للاختفاء القسري، وكذلك حق أقارب الشخص المختفي في معرفة الحقيقة. وتتضمن الاتفاقية عدة أحكام تتعلق بمنع هذه الجريمة والتحقيق فيها ومعاقبتها، وكذلك حقوق الضحايا وأقاربهم، والإبعاد غير المشروع للأطفال المولودين أثناء الأسر. وتنص الاتفاقية كذلك على التزام التعاون الدولي، سواء في قمع هذه الممارسة أو في التعامل مع الجوانب الإنسانية المتعلقة بالجريمة. تنشئ الاتفاقية لجنة معنية بالاختفاء القسري، ستكلف بمهام مهمة ومبتكرة للرصد والحماية على المستوى الدولي. وفي الوقت الحالي، تعمل الحملة الدولية للتحالف الدولي ضد الاختفاء القسري على التصديق العالمي على الاتفاقية.

## تاريخ التطور القانوني
تعمل الاختفاءات على مستويين: ليس فقط إسكات المعارضين والنقاد الذين اختفوا، ولكنهم أيضاً يخلقون حالة من عدم اليقين والخوف في المجتمع الأوسع، ويصيبون الآخرين الذين يعارضون وينتقدون. تنطوي حالات الاختفاء على انتهاك العديد من حقوق الإنسان الأساسية. بالنسبة للشخص المختفي، يشمل ذلك الحق في الحرية، والحق في الأمن الشخصي والمعاملة الإنسانية (بما في ذلك عدم التعرض للتعذيب)، والحق في محاكمة عادلة، والاستشارة القانونية، والحماية المتساوية بموجب القانون، والحق في الافتراض البراءة وغيرها. كما أن عائلاتهن، اللواتي يقضين بقية حياتهن في البحث عن معلومات عن المختفين، ضحايا أيضاً.
خلال القرن التاسع عشر، مع التقدم التكنولوجي المطبق على الحروب التي أدت إلى زيادة معدل الوفيات بين المقاتلين والأضرار التي لحقت بالسكان المدنيين أثناء النزاعات، أدت تحركات الوعي الإنساني في المجتمعات الغربية إلى تأسيس أول منظمات إنسانية مثل الصليب الأحمر. في عام 1859، وأول أنواع دولية من الانتهاكات والجرائم أو قوانين الحرب المعروفة باسم اتفاقيات جنيف من عام 1864. بعد الحرب العالمية الثانية، في عام 1946 جلبت محاكمات نورمبرغ للجمهور، واحدة من أبرز السوابق التي ارتكبتها الجريمة، والتي قام بها النظام النازي لأدولف هتلر في 20 عامًا، وأدان الموت لأشخاص في الأراضي المحتلة من أوروبا كان يعتبر تهديدًا لأمن الرايخ الثالث. ومع ذلك، لم تنفذ عمليات الإعدام على الفور، بمجرد نقل الناس إلى المخيمات في ألمانيا، مثل حقل Struthof-Natzweiler، حيث انتهى بهم الأمر إلى الاختفاء، ولم يتم إبلاغ أي معلومات عن أماكن وجودهم ومصيرهم وفقًا للنقطة الثالثة من المرسوم. :
في حالة استفسار السلطات الألمانية أو الأجنبية عن هؤلاء السجناء، يجب إخبارهم بأنهم اعتقلوا، لكن الإجراءات لا تسمح بأي معلومات إضافية.
كان المشير فيلهلم كايتل في ألمانيا هو الشخص الذي أدان بسبب دوره في تطبيق "مرسوم أدولف هتلر، على الرغم من أنه لم يكن قد قُبل بعد أن الاختفاء القسري جزء من مفهوم الجرائم ضد الإنسانية، وجدت المحكمة الجنائية الدولية في نورمبرغ أنه مذنب بارتكاب جرائم حرب.
منذ عام 1974، كانت لجنة البلدان الأمريكية لحقوق الإنسان ولجنة حقوق الإنسان التابعة للأمم المتحدة أول هيئة دولية لحقوق الإنسان تتصدى لظاهرة الاختفاء، في أعقاب الشكاوى المقدمة فيما يتعلق بحالات شيلي منذ الانقلاب العسكري في 11 سبتمبر / أيلول. 1973. ويوضح تقرير الفريق العامل المعني بالتحقيق في حالة حقوق الإنسان في ذلك البلد، الذي قُدم إلى لجنة الأمم المتحدة في 4 شباط / فبراير 1976، لأول مرة هذه الحالة، وهي قضية ألفونس - رينيه شانفرو، وهي من أصل فرنسي. اعتقل في يوليو 1974 في منزله في سانتياغو دي شيلي.
في وقت سابق، في شباط / فبراير 1975، استخدمت لجنة الأمم المتحدة لحقوق الإنسان لأول مرة مصطلح الأشخاص غير المعروفين، «الأشخاص الذين كان اختفائهم غير مبرر»، في قرار تناول حالات الاختفاء في قبرص نتيجة للنزاع المسلح الذي نتج عن تقسيم الجزيرة، تعبير مع صوت الأشخاص المفقودين، في قراري الجمعية العامة المعتمدين في كانون الأول / ديسمبر 1975 فيما يتعلق بقبرص وتشيلي.

### قرارات 1977 و1979
وفي عام 1977، تجلى دور الجمعية العامة للأمم المتحدة مرة أخرى فيما يتعلق بحالات الاختفاء في قرارها 32/118. بحلول ذلك الوقت، كان أدولف وبيريز إسكيفل، الحائز على جائزة نوبل، قد وجه نداءً دوليًا بدعم من الحكومة الفرنسية التي حصلت على رد من الجمعية العامة في شكل القرار 33/173 المؤرخ 20 ديسمبر 1978، والذي أشار على وجه التحديد إلى «المفقودين» وطلبت من لجنة حقوق الإنسان تقديم التوصيات المناسبة.
في 6 مارس 1979، أجازت اللجنة التعيين كخبراء للدكتور فيليكس إرماكورا ووليد السعدي، الذي استقال في وقت لاحق بسبب الضغوط السياسية، لدراسة مسألة مصير حالات الاختفاء في تشيلي، وإصدار تقرير إلى الجمعية العامة في 21 نوفمبر، 1979. أصبح تقرير فيليكس إرماكورا نقطة مرجعية حول المسألة القانونية للجريمة من خلال تضمين سلسلة من الاستنتاجات والتوصيات التي تم جمعها في وقت لاحق من قبل المنظمات والهيئات الدولية.

### الحالة في أوروبا وقراري 1993 و 1995
في غضون ذلك، وخلال نفس العام، تبنت الجمعية العامة لمنظمة الدول الأمريكية قرارًا بشأن تشيلي في 31 أكتوبر، أعلنت فيه أن ممارسة الاختفاء «إهانة لضمير نصف الكرة الغربي»، وقد أرسلت في أيلول / سبتمبر مهمة لجنة البلدان الأمريكية إلى الأرجنتين، التي أكدت الممارسة المنهجية لحالات الاختفاء القسري من قبل القوات العسكرية المتعاقبة. على الرغم من تحذيرات المنظمات غير الحكومية والمنظمات العائلية للضحايا، وفي القرار نفسه الصادر في 31 أكتوبر 1979، أصدرت الجمعية العامة لمنظمة الدول الأمريكية بيانًا، بعد تلقيها ضغوطًا من الحكومة الأرجنتينية، حيث وحث الأشخاص الذين اختفوا على الامتناع عن سن أو إنفاذ القوانين التي قد تعيق التحقيق في حالات الاختفاء هذه.
بعد فترة وجيزة من تقرير فيليكس إرماكورا، نظرت لجنة حقوق الإنسان التابعة للأمم المتحدة في أحد المقترحات التي قُدمت وقررت في 29 فبراير 1980 تشكيل فريق العمل المعني بحالات الاختفاء القسري أو غير الطوعي، وهو. ومن أهم هيئات الأمم المتحدة التي ظلت منذ ذلك الحين تتعامل مع مشكلة حالات الاختفاء في الحالات التي يمكن أن تُعزى إلى الحكومات، فضلاً عن إصدار توصيات إلى اللجنة والحكومات بشأن تحسين الحماية الممنوحة للمفقودين ولأطفالهم. العائلات ومنع حالات الاختفاء القسري. ومنذ ذلك الحين، بدأت تتطور أسباب مختلفة في مختلف الهيئات القانونية الدولية، التي استُخدمت أحكامها لإنشاء فقه قانوني خاص بشأن الاختفاء القسري.
في أوروبا، أصبحت المحكمة الأوروبية لحقوق الإنسان، التي أنشئت في عام 1959، وفقا للمادة 38 من الاتفاقية الأوروبية لحماية حقوق الإنسان والحريات الأساسية لعام 1950، محكمة دائمة وملزمة لكل الدول الأعضاء في المجلس. من أوروبا. على الرغم من أن الاتفاقية الأوروبية لا تتضمن أي حظر صريح لممارسة الاختفاء القسري، فقد عالجت المحكمة عدة حالات اختفاء في عام 1993 في سياق النزاع بين قوات الأمن التركية وأعضاء أو مؤيدي حزب العمال الكردستاني (PKK) من المنطقة الكردية إلى جنوب شرق تركيا.
وهناك هيئة أخرى توفر الأساس للتعريف القانوني لجريمة الاختفاء القسري، وهي دائرة حقوق الإنسان في البوسنة والهرسك، وهي محكمة لحقوق الإنسان منشأة بموجب الملحق 6 من اتفاق دايتون للسلام في 14 كانون الأول / ديسمبر 1995، رغم أنها أعلنت عدم أهليتها ومن حيث الاختصاص الزمني للتعامل مع غالبية الحالات المبلغ عنها وعددها 20000 حالة، أصدرت عدة أحكام ضد جمهورية البوسنة والهرسك وجمهورية البوسنة والهرسك، التي عوضت العديد من عائلات الأشخاص المختفين.

## أمثلة
المنظمات غير الحكومية مثل منظمة العفو الدولية أو هيومن رايتس ووتش تسجل في تقريرها السنوي عدد الحالات المعروفة للاختفاء القسري.

### الجزائر
خلال الحرب الأهلية الجزائرية، التي بدأت في عام 1992 عندما هاجم المقاتلون الإسلاميون الحكومة العسكرية التي ألغت فوز الإسلاميين في الانتخابات، اختفى آلاف الأشخاص قسراً. استمرت حالات الاختفاء حتى أواخر التسعينيات، لكنها تراجعت بعد ذلك بشكل حاد مع انخفاض العنف في عام 1997. تم اختطاف بعض المختفين أو قتلهم على أيدي رجال حرب العصابات، لكن يُفترض أن البعض الآخر قد اختطفتهم أجهزة أمن الدولة. أصبحت هذه المجموعة الأخيرة الأكثر إثارة للجدل. لا تزال أعدادهم محل خلاف، لكن الحكومة أقرت بوجود أكثر من 6000 شخص في عداد المفقودين، ويُفترض الآن أنهم ماتوا. تزعم مصادر المعارضة أن العدد الحقيقي أقرب إلى 17000.   (تسببت الحرب في مقتل 150.000-200.000).
في عام 2005 تمت الموافقة على قانون عفو مثير للجدل في استفتاء. ومنحت تعويضات مالية لأسر "المختفين"، لكنها أنهت فعليًا تحقيقات الشرطة في الجرائم.

### الأرجنتين
أثناء الحرب القذرة في الأرجنتين وعملية كوندور، تم اختطاف العديد من المعارضين السياسيين المزعومين أو اعتقالهم بشكل غير قانوني واحتجازهم في مراكز اعتقال سرية مثل مدرسة ميكانيكا ضباط الصف البحريين في الأرجنتين، حيث تم استجوابهم وتعذيبهم وقتلهم دائمًا تقريبًا. كان هناك حوالي 500 معسكر اعتقال سري، بما في ذلك معسكرات كراج ازوباردو و أورليتي. ساهمت أماكن التعذيب هذه، الواقعة في الغالب في بوينس آيرس، الأرجنتين، بما يصل إلى 30 ألف شخص مختفٍ أو مختفٍ، في العدد الإجمالي للحرب القذرة. سيتم شحن الضحايا إلى أماكن مثل المرآب أو الطابق السفلي ويتم تعذيبهم يومًا بعد يوم. المختفين هم أشخاص اعتُبروا تهديدًا سياسيًا أو أيديولوجيًا للمجلس العسكري. برر الجيش الأرجنتيني التعذيب للحصول على معلومات استخبارية واعتبر حالات الاختفاء وسيلة لكبح الانشقاقات السياسية. تم احتجاز النساء الحوامل المختطفات في الأسر حتى ولادتهن، ثم قتلن في كثير من الأحيان. وتشير التقديرات إلى أن 500 طفل ولدوا بهذه الطريقة تم إعطاؤهم للتبني غير الرسمي لأسر تربطها صلات وثيقة بالجيش.
في نهاية المطاف، تم تخدير العديد من الأسرى بشكل كبير وتحميلهم على متن طائرة، حيث تم إلقاءهم أحياء أثناء طيرانهم فوق المحيط الأطلسي في " رحلات الموت "، حتى لا يتركوا أي أثر لموتهم. وبدون أي جثث، يمكن للحكومة أن تنكر أي معرفة بمكان وجودهم والاتهامات بأنهم قتلوا. كانت حالات الاختفاء القسري محاولة من المجلس العسكري لإسكات المعارضة وكسر عزيمة المتمردين. يُشار اليوم إلى الأشخاص المفقودين الذين يُفترض أنهم قُتلوا بهذه الطريقة وغيرها باسم "المختفين".

### ألمانيا
خلال الحرب العالمية الثانية، أنشأت ألمانيا النازية قوات شرطة سرية، بما في ذلك فروع للجستابو في البلدان المحتلة، لتعقب المنشقين أو الثوار المعروفين أو المشتبه بهم. أطلق على هذا التكتيك اسم عملية الليل والضباب، لوصف أولئك الذين اختفوا بعد أن اعتقلتهم القوات النازية دون أي تحذير. طبق النازيون هذه السياسة ضد المعارضين السياسيين داخل ألمانيا وكذلك ضد المقاومة في أوروبا المحتلة. قُتل معظم الضحايا على الفور، أو تم إرسالهم إلى معسكرات الاعتقال، مع توقع كامل أنهم سيُقتلون بعد ذلك.

### مصر
استخدمت السلطات المصرية الإخفاء القسري في ظل نظام عبد الفتاح السيسي كأداة رئيسية لترويع واستجواب وتعذيب معارضي السيسي باستخدام مكافحة الإرهاب ذريعة. اختفى مئات الأشخاص قسراً، بمن فيهم نشطاء سياسيون ومتظاهرون ونساء وأطفال. يتم احتجاز ما بين ثلاثة إلى أربعة أشخاص يوميًا على أيدي قوات الأمن المدججة بالسلاح بقيادة ضباط من جهاز الأمن الوطني، وعادة ما يقتحمون منازلهم ويحتجزون العديد منهم ويعصبون أعينهم ويقيدون أيديهم لشهور.
اختفى 378 شخصًا قسريًا بين 1 أغسطس 2016 ومنتصف أغسطس 2017. وتم تحديد مكان وجود 291 شخصًا، بينما لا يزال الباقون مختفين قسريًا. من بين 52 طفلاً اختفوا في عام 2017، قُتل ثلاثة خارج نطاق القضاء.
في عام 2020، أصدرت المفوضية المصرية للحقوق والحريات (ECRF) تقريرًا مدته خمس سنوات عن حالات الاختفاء القسري، وكشفت أن الدولة وثقت 2723 حالة من هذا القبيل منذ أغسطس 2015.

### الهند
انصاف، منظمة غير ربحية تعمل على إنهاء الإفلات من العقاب وتحقيق العدالة لجرائم الدولة الجماعية في الهند، مع التركيز على البنجاب،  أصدرت تقريرًا في يناير 2009، بالتعاون مع مجموعة تحليل بيانات حقوق الإنسان بينيتيك(HRDAG)، مدعية نتائج "كمية يمكن التحقق منها" بشأن حالات الاختفاء الجماعي والإعدام خارج نطاق القضاء في ولاية البنجاب الهندية. وتزعم أنه في الدول التي تعاني من النزاعات مثل البنجاب، ارتكبت قوات الأمن الهندية انتهاكات جسيمة لحقوق الإنسان مع الإفلات من العقاب. يقدم تقرير إنصاف والمركز الإنمائي لحقوق الإنسان، "الوفيات العنيفة والاختفاء القسري أثناء مكافحة التمرد في البنجاب، الهند"، نتائج تجريبية تشير إلى أن تكثيف عمليات مكافحة التمرد في البنجاب في الثمانينيات والتسعينيات ترافق مع تحول في عنف الدولة من العنف المميت. انتهاكات حقوق الإنسان لعمليات الاختفاء القسري المنهجية والإعدام خارج نطاق القضاء، المصحوبة بـ "عمليات حرق جثث غير قانونية" جماعية. علاوة على ذلك، هناك أدلة رئيسية تشير إلى قيام قوات الأمن بتعذيب وإعدام وإخفاء عشرات الآلاف من الأشخاص في البنجاب من عام 1984 إلى عام 1995.

### العراق
اختفى ما لا يقل عن عشرات الآلاف من الأشخاص في ظل نظام صدام حسين، وكثير منهم اختفى خلال عملية الأنفال.
في 15 كانون الأول / ديسمبر 2019، اختفى ناشطان وصديقان عراقيان - سلمان خير الله سلمان وعمر العامري - وسط الاحتجاجات المستمرة في بغداد . وتخشى عائلة وأصدقاء الاثنين اختفاء المزيد من الأشخاص بعد تحذير الأمم المتحدة لقوات الأمن وغيرها من الميليشيات التي لم تسمها من شن حملة خطف و "قتل متعمد" في العراق .

### المكسيك
خلال حرب المكسيك القذرة في السبعينيات، اختفى الآلاف من رجال حرب العصابات المشتبه بهم واليساريين والمدافعين عن حقوق الإنسان، على الرغم من أن العدد الدقيق غير واضح. خلال السبعينيات، اختفى حوالي 470 شخصًا في بلدية أتوياك دي ألفاريز وحدها.
وفقًا لـ "اللجنة الوطنية لحقوق الإنسان" (CNDH)، فقد اختفى بين عامي 2006 و 2011 5397 شخصًا. ومن بين هؤلاء، هناك 3457 من الرجال، و 1885 من النساء، لكن لا توجد معلومات عن 55 آخرين (مصدر بي بي سي).

### المغرب
تم احتجاز العديد من أفراد الجيش المغربي المشتبه في تورطهم في انقلابات سبعينيات القرن الماضي ضد الملك في معسكرات اعتقال سرية مثل تازمامارت، حيث توفي بعضهم بسبب سوء الظروف أو نقص العلاج الطبي. أشهر حالات الاختفاء القسري في المغرب هي حالة المعارض السياسي مهدي بن بركة الذي اختفى في ظروف غامضة في فرنسا عام 1965. وقع المغرب في فبراير 2007 على اتفاقية دولية تحمي الناس من الاختفاء القسري. في أكتوبر / تشرين الأول 2007، أعلن القاضي الإسباني بالتاسار جارزون اختصاص القضاء الإسباني في قضايا الاختفاء الصحراوية الإسبانية بين عامي 1976 و 1987 في الصحراء الغربية (التي يسيطر عليها المغرب في الغالب).

### كوريا الشمالية
في كوريا الشمالية، يتسم الاختفاء القسري للمواطنين بالاحتجاز دون اتصال أو تفسير لعائلات المحتجزين. اختفى المواطنون الأجانب، وكثير منهم من أصل كوري يعيشون في كوريا الجنوبية واليابان، بعد سفرهم عمداً إلى كوريا الشمالية أو بعد اختطافهم في الخارج.

### كوريا الجنوبية
استخدمت كوريا الجنوبية بشكل علني الاختفاء القسري والقتل خارج نطاق القانون خلال انتفاضة جزيرة جيجو، وأثناء الحرب الكورية وكجزء من إعادة تعليم بودو لیغ خلال الحرب الكورية. من المحظور الحديث عن هذه الحوادث حتى نهاية الحكم الاستبدادي في كوريا الجنوبية في عام 1993.
أثناء اضطهاد من يسمون بالمتعاطفين مع اليسار خلال الحرب، تم القبض على المدنيين العاديين المشتبه بهم وتم تجميعهم في أربع مجموعات ای و بی و سی و دی. تم إطلاق النار على المجموعات سی و دی على الفور ودفنوا في مقابر جماعية غير معلومة. تمت صياغة ای و بی و / أو إرسالهما إلى مسيرات الموت.
قد يواجه الناجون وأفراد أسر الأشخاص الذين قتلوا أو اختفوا أو أعيد تعليمهم خارج نطاق القضاء الموت والاختفاء القسري إذا تحدثوا عن هذه الحوادث خلال فترة الحكم الاستبدادي.
كثير، إن لم يكن كل، حالات الاختفاء القسري والمقابر الجماعية التي تم اكتشافها عن طريق الخطأ خلال الحكم الاستبدادي تم إلقاء اللوم عليها خطأ على الكوريين الشماليين أو جيش التحرير الشعبي الصيني. تشارك كوريا الجنوبية حاليًا في تسليط الضوء على بعض هذه الحوادث باستخدام لجنة الحقيقة والمصالحة . ومن بين ضحايا الاختفاء القسري سياسيون بارزون مثل رئيس كوريا الجنوبية الراحل والحائز على جائزة نوبل للسلام كيم داي جونغ الذي اختفى قسرا من غرفته بالفندق في طوكيو. أوقفت سفينة البحرية اليابانية محاولته لقتله بإلقائه الأثقال على ساقيه في عرض البحر.

### أيرلندا الشمالية وأيرلندا
"المختفون" هو الاسم الذي يطلق على ثمانية عشر فردًا محددًا  تم اختطافهم وقتلهم من قبل الجيش الجمهوري الأيرلندي المؤقت، وجيش التحرير الوطني الأيرلندي، والمنظمات الجمهورية الأيرلندية الأخرى خلال الاضطرابات .
في عام 1999، اعترف الجيش الجمهوري الأيرلندي بقتل تسعة من المختفين وقدم معلومات عن مكان هذه الجثث، ولكن تم انتشال ثلاث جثث فقط في تلك المناسبة، تم استخراج واحدة منها بالفعل ووضعها في نعش. كانت الحالة الأكثر شهرة هي قضية جان ماكونفيل، وهي أم لعشرة أطفال في بلفاست، وترملت قبل اختفاءها ببضعة أشهر، والتي ادعى الجيش الجمهوري الإيرلندي أنها مخبرة. تم التخلي عن البحث عن رفاتها في عام 1999،  ولكن تم اكتشاف جسدها في عام 2003، على بعد ميل واحد من المكان الذي أشار إليه الجيش الجمهوري الأيرلندي، من قبل عائلة في نزهة على الأقدام.
ومنذ ذلك الحين، تم العثور على سبعة ضحايا آخرين، واحد في عام 2008،  ثلاثة في عام 2010،  واحد في عام 2014، واثنان في عام 2015 وواحد في عام 2017. اعتبارًا من 2017، ثلاثة لم يتم تحديد موقعها بعد.
الهيئة المستقلة لتحديد أماكن رفات الضحايا، التي أُنشئت في عام 1999، هي الهيئة المسؤولة عن تحديد مكان المفقودين.

### باكستان
في باكستان، يُزعم أن حالات الاختفاء القسري بدأت بعد الغزو الأمريكي لأفغانستان في عام 2001. وبحسب أمينة مسعود جانجوا، ناشطة في مجال حقوق الإنسان ورئيسة الدفاع عن حقوق الإنسان في باكستان ؛ منظمة غير ربحية تعمل ضد الاختفاء القسري، هناك أكثر من 5000 حالة اختفاء قسري تم الإبلاغ عنها في باكستان. لا توجد ادعاءات أو اتهامات رسمية ضد الأشخاص المختفين قسراً على هذا النحو. نشأت الممارسة المنهجية للاختفاء القسري في باكستان في عهد الديكتاتور العسكري الجنرال برويز مشرف .
في الجزء الخاضع لسيطرة باكستان من كشمير، وآزاد كشمير، أفادت التقارير بارتكاب العديد من حالات الاختفاء، ولا سيما من قبل وكالات مخابرات الدولة، التي تعتقل وتخفي بعض الأشخاص الذين يرفضون الانضمام إلى "الجهاد" ضد كشمير التي تسيطر عليها الهند. كما أشارت مفوضية الأمم المتحدة السامية لحقوق الإنسان في تقريرها إلى حالات الاختفاء التي قادتها الدولة.

### الاراضي الفلسطينية
في أغسطس 2015، تم اختطاف أربعة عناصر من الجناح العسكري لحركة حماس في سيناء بمصر . وذكر مسؤولون أمنيون مصريون أن مسلحين مجهولين اختطفوهم. وكان المخطوفون في حافلة تقل خمسين فلسطينيا من رفح إلى مطار القاهرة.
وأكدت حماس أن المخطوفين الفلسطينيين يتوجهون إلى القاهرة . وقال المتحدث باسم وزارة الداخلية إياد البازوم "نحث وزارة الداخلية المصرية على تأمين أرواح المخطوفين وإطلاق سراحهم". وحتى اللحظة، لم تعلن أي جهة مسؤوليتها عن عمليات الخطف.

### فيلبيني
تختلف التقديرات بالنسبة لعدد ضحايا الاختفاء القسري في الفلبين. تضع مكتبة كلية ويليام س. ريتشاردسون للقانون بجامعة هاواي عدد ضحايا الاختفاء القسري تحت حكم فرديناند ماركوس في 783. خلال ديكتاتورية ماركوس، زُعم أن العديد من الأشخاص المفقودين تعرضوا للتعذيب والخطف والقتل على أيدي رجال الشرطة.

### رومانيا
خلال النظام الشيوعي لنيكولاي تشاوتشيسكو، يُزعم حدوث حالات اختفاء قسري. على سبيل المثال، أثناء إضراب عامي 1977 و 1987 في رومانيا، يُزعم أن شخصيات بارزة متورطة في الإضرابات قد "اختفوا".

### روسيا
تقدر جماعات حقوق الإنسان الروسية حدوث حوالي 5000 حالة اختفاء قسري في الشيشان منذ عام 1999. ويعتقد أن معظمهم دفنوا في عشرات المقابر الجماعية.
تقاعست الحكومة الروسية عن متابعة أي عملية محاسبة على انتهاكات حقوق الإنسان التي ارتكبت أثناء النزاع في الشيشان. بسبب عدم تمكنهم من تأمين العدالة محليًا، قدم المئات من ضحايا الانتهاكات طلبات إلى المحكمة الأوروبية لحقوق الإنسان (ECHR). في مارس/ آذار2005، أصدرت المحكمة أول أحكامها بشأن الشيشان، حيث وجدت الحكومة الروسية مذنبة بانتهاك الحق في الحياة وحظر التعذيب بحق المدنيين الذين لقوا حتفهم أو اختفوا قسراً على أيدي القوات الفيدرالية الروسية.
منذ ضم الاتحاد الروسي لشبه جزيرة القرم، قامت منظمة العفو الدولية بتوثيق العديد من حالات الاختفاء القسري التي تعرض لها عرقية تتار القرم، ولم يتم التحقيق في أي منها بشكل فعال. في 24 مايو 2014، فقد إرفين إبراغيموف، العضو السابق في مجلس مدينة باخشيساراي وعضو المؤتمر العالمي لتتار القرم. التقطت لقطات كاميرا مراقبة من كاميرا في متجر قريب مجموعة من الرجال أوقفوا إبراهيموف، وتحدثوا معه لفترة وجيزة قبل إجباره على ركوب شاحنتهم  وفقًا لمجموعة خاركيف لحماية حقوق الإنسان، ترفض السلطات الروسية التحقيق في اختفاء إبراغيموف.

### إسبانيا
أفاد فريق الأمم المتحدة العامل لحقوق الإنسان في عام 2013 أنه في الفترة ما بين الحرب الأهلية الإسبانية (1936-1939) ونهاية دكتاتورية فرانكو (1939-1975)، ما يقدر بـ 114226 شخصًا "اختفوا" عن طريق أخذهم قسرًا. من قبل الجماعات المسلحة الرسمية أو غير الرسمية، ثم قُتلوا سراً ودُفنوا لاحقًا في أماكن غير معروفة. كما أشار التقرير إلى عملي خلال السبعينيات والثمانينيات.
وتشمل حالات الاختفاء وحدات عسكرية جمهورية كاملة، مثل اللواء المختلط 221 . وتكهن عائلات الجنود المتوفين بأن جثث المختفين من هذه الوحدة ربما انتهى بها المطاف في مقابر جماعية مجهولة.
لم تكن المحاولة الأولى لرفع القضية إلى المحكمة إلا في عام 2008،  مع فشل تلك المحاولة ومع تعرض القاضي المسؤول عن العملية، بالتاسار غارزون، للمساءلة ومن ثم استبعاده من الأهلية. صرحت مجموعة العمل التابعة للأمم المتحدة والمعنية بحالات الاختفاء القسري أو غير الطوعي  علانية أن الحكومة الإسبانية تتقاعس عن أداء واجباتها في هذه الأمور. اعتبارا من 2017 تواصل السلطات الإسبانية بنشاط إعاقة التحقيق في حالات الاختفاء القسري التي حدثت أثناء الحرب الأهلية وبعدها.

#### تقدير المختفين خلال فرانکویسم
لم يتم بعد، حتى الآن، إجراء تحديد وتحليل منهجي لعظام الضحايا في المقابر الجماعية من قبل أي حكومة من حكومات الديمقراطية الإسبانية الحالية (منذ عام 1977).
وفقًا لصحيفة إسبانيا الجديدة، فإن بيانات الأشخاص المدفونين في مقابر جماعية قدمت أمام محكمة وطنية في 16 أكتوبر 2008 هي كما يلي:
- الأندلس 32،289 (المرية 373، قادس 1،665، قرطبة 7،091، غرناطة 5،048، هويلفا 3،805، جيان 3،253، مالقة 7،797، إشبيلية 3،257)
- أراغون 10178 (ويسكا 2،061، تيرويل 1338، سرقسطة 6،779)
- أستورياس 1،246 (خيخون 1،246)
- جزر البليار 1،777 (مايوركا 1،486، مينوركا 106، إيفيسا وفورمينتيرا 185)
- جزر الكناري 262 (غران كناريا 200، تينيريفي 62)
- كانتابريا 850
- كاستيلا لا مانشا 7067 (الباسيتي 1،026، سيوداد ريال 1،694، كوينكا 377، توليدو 3970)
- كاستيلا ليون 12979 (أفيلا 650، بورغوس 4،800، ليون 1،250، بلنسية 1،180، سالامانكا 650 سيغوفيا 370، سوريا 287، بلد الوليد 2،555، زامورا 1،237)
- كاتالونيا 2400
- مجتمع فالنسيا 4345 (أيكانتي 742، كاستيلون 1303، فالنسيا 2300)
- بلاد الباسك 9،459 (ألافا 100، جويبوزكوا 340، بيسكاي 369، الباسك البيانات الحكومية 8،650)
- إكستريمادورا 10266
- غاليسيا 4،396
- لاريوخا 2،007
- مدريد 2995
- 855
- نافارا 3،431
- مناطق سبتة ومليلية وشمال إفريقيا 464
- مناطق أخرى 7000
- المجموع 114،266 (تم تصحيح العدد الإجمالي النهائي وتوسيعه في سياق التجارب ليصل إلى إجمالي 143،353)

### سوريا
بدأت حالات الاختفاء القسري في سوريا عندما بدأ الرئيس السوري الراحل حافظ الأسد يواجه معارضة من المواطنين في أواخر السبعينيات.  بينما كان قادرًا على شراء نخبة التجار في دمشق من خلال بدر الدين شلح، غضب عامة الناس من سياسات الأسد في حكم البلاد وانتشار الفساد.  منذ ذلك الحين، تم إسكات أي صوت يعارض أو يستجوب الحكومة السورية بالاختفاء القسري أو التهديد.  وفقًا لـ هيومن رايتس ووتش، اختفى ما لا يقل عن 17000 شخص خلال حكم الأسد الذي دام 30 عامًا.
اتخذ بشار الأسد سياسة والده أبعد من ذلك واعتبر أن أي صوت يشكك في أي شيء يتعلق بسياسة سوريا السياسية أو الاقتصادية أو الاجتماعية أو غيرها من السياسات يجب مراقبته وعند الحاجة، يتم احتجازه واتهامه بإضعاف التعاطف الوطني. من الحالات الأخيرة طال مالوحي، وهو مدون يبلغ من العمر 19 عامًا تم استدعاؤه للاستجواب في 27 ديسمبر/كانون الأول 2009 وأطلق سراحه بعد أكثر من 4 سنوات.
في نوفمبر 2015، أصدرت منظمة العفو الدولية تقريرًا يتهم الحكومة السورية والمسلحين المتحالفين معها باختطاف عشرات الآلاف من الأشخاص منذ عام 2011. وقالت المنظمة الدولية إن مثل هذه الأعمال تمثل جريمة ضد الإنسانية. وطالبت المنظمة الحكومة السورية بالسماح بدخول مراقبي لجنة التحقيق الدولية التابعة للأمم المتحدة من أجل الوصول إلى المعلومات المتعلقة بالمعتقلين.
زعمت منظمة العفو الدولية أن أكثر من 65000 شخص، معظمهم من المدنيين، قد اختفوا قسراً بين مارس / آذار 2011 وأغسطس / آب 2015.
من ناحية أخرى، نفت الحكومة السورية مرارًا تقارير تتهمها بارتكاب جرائم ضد الإنسانية.

### تايلاند
في عام 2013، ذكرت صحيفة بانكوك بوست أن جنرال الشرطة فاسيت ديجكونجورن، مؤسس حركة الربيع التايلاندي، أخبر ندوة أن الاختفاء القسري هو أداة تستخدمها سلطة الدولة الفاسدة للقضاء على الأفراد الذين يعتبرون تهديدًا.
وفقًا لمنظمة العفو الدولية في تايلاند، وقع ما لا يقل عن 59 من المدافعين عن حقوق الإنسان ضحايا للاختفاء القسري بين عامي 1998 و 2018.

### تركيا
تتهم جماعات حقوق الإنسان التركية قوات الأمن التركية بالمسؤولية عن اختفاء أكثر من 1500  مدني من الأقلية الكردية في الثمانينيات والتسعينيات، في محاولة لاجتثاث حزب العمال الكردستاني. كل أسبوع في أيام السبت منذ عام 1995، تقيم أمهات السبت وقفة احتجاجية / اعتصام صامت للمطالبة بالعثور على المفقودين وتقديم المسؤولين إلى العدالة. في كل عام، ينظم یاکاي در، والجمعية التركية لحقوق الإنسان (İHD) واللجنة الدولية لمناهضة الاختفاء (ICAD)، سلسلة من الأحداث في تركيا بمناسبة "أسبوع المختفين".
في أبريل / نيسان2009، أمر المدعون العامون في تركيا بحفر عدة مواقع في أنحاء تركيا يُعتقد أنها تحتجز ضحايا أكراد لفرق الموت التابعة للدولة من الثمانينيات والتسعينيات، استجابة لدعوات للمؤسسة الأمنية التركية بالكشف عن الانتهاكات السابقة.
في دراسة نشرها في يونيو 2017 من قبل مركز ستوكهولم للحرية ومقره السويد، تم توثيق 12 حالة فردية من حالات الاختفاء القسري في تركيا منذ عام 2016 بموجب قانون الطوارئ. وزعم البحث الذي يحمل عنوان "الاختفاء القسري في تركيا" أن جميع الحالات مرتبطة بعناصر سرية داخل قوات الأمن التركية. كانت السلطات التركية مترددة في التحقيق في القضايا على الرغم من توسلات أفراد الأسرة.

### أوكرانيا
خلال الحرب الروسية الأوكرانية، كانت هناك العديد من حالات الاختفاء القسري على أراضي ما يسمى بجمهورية دونيتسك الشعبية (DPR أو DNR). قال زعيم جمهورية الكونغو الديمقراطية ألكسندر زاخارتشينكو إن قواته تحتجز ما يصل إلى خمسة "مخربين أوكرانيين" كل يوم. تشير التقديرات إلى أن حوالي 632 شخصًا كانوا رهن الاحتجاز غير القانوني من قبل القوات الانفصالية في 11 ديسمبر 2014.
في 2 حزيران / يونيو 2017، اختُطف الصحفي المستقل ستانيسلاف أسييف. أولاً، أنكرت حكومة جمهورية دونيتسك الشعبية معرفتها بمكان وجوده، ولكن في 16 يوليو / تموز، أكد عميل من "وزارة أمن الدولة" التابعة لإدارة الجنسية الوطنية أن أسييف محتجز لديهم وأنه مشتبه في ارتكابه "تجسس". لا يسمح لوسائل الإعلام المستقلة بالإبلاغ من المنطقة التي تسيطر عليها "بجمهورية دونيتسك الشعبية".

### الولايات المتحدة
وفقًا لمنظمة العفو الدولية (AI)، تورطت الولايات المتحدة في اختفاء قسري لأسرى حرب، تم أسرهم جميعًا في الخارج ولم يتم نقلهم أبدًا إلى الولايات المتحدة، في سياق حربها على الإرهاب. تسرد منظمة العفو الدولية "39 معتقلاً على الأقل، جميعهم ما زالوا في عداد المفقودين، ويعتقد أنهم احتُجزوا في مواقع سرية تديرها حكومة الولايات المتحدة في الخارج".
احتفظت وزارة الدفاع الأمريكية بسرية هوية الأفراد الذين احتجزتهم في قاعدة خليج جوانتانامو البحرية الأمريكية ("جيتمو") في كوبا، منذ افتتاحها في 11 يناير / كانون الثاني 2002 حتى 20 أبريل / نيسان 2006. نُشرت قائمة رسمية تضم 558 فردًا احتُجزوا في ذلك الوقت في المعسكر في 20 أبريل / نيسان 2006 ردًا على أمر محكمة من قاضي المقاطعة بالولايات المتحدة جيد راكوف. تم نشر قائمة أخرى، ورد أنها تضم جميع الأفراد الـ 759 الذين كانوا محتجزين في غوانتانامو، في 20 مايو 2006.

### فنزويلا
يوثق تقرير صادر عن فورو بنال و روبرت ف. كينيدي لحقوق الإنسان أن 200 حالة اختفاء قسري في عام 2018 ارتفعت إلى 524 حالة في عام 2019، تُعزى إلى زيادة الاحتجاجات. وجد التحليل أن متوسط الاختفاء استمر ما يزيد قليلاً عن خمسة أيام، مما يشير إلى أن الحكومة سعت إلى تجنب التدقيق الذي قد يصاحب الاعتقالات واسعة النطاق وطويلة الأمد.

### يوغوسلافيا السابقة
تعرض آلاف الأشخاص للاختفاء القسري خلال الحروب اليوغوسلافية.

## الاختفاء القسري داخل الهجرة
تتسبب الرحلات المحفوفة بالمخاطر بشكل متزايد للمهاجرين واللاجئين وسياسات الهجرة الأكثر تشددًا للدول في خطر خاص على المهاجرين ليصبحوا ضحايا للاختفاء القسري. وقد أقر بذلك فريق العمل التابع للأمم المتحدة المعني بحالات الاختفاء القسري أو غير الطوعي. كما أقرت لجنة الأمم المتحدة المعنية بحالات الاختفاء القسري بزيادة خطر الاختفاء القسري نتيجة للهجرة في المبادئ التوجيهية للبحث عن الأشخاص المختفين.